# Macrocoma crassipes
Macrocoma crassipes é uma espécie de escaravelho de folha da Argélia e Marrocos descrita por Édouard Lefèvre em 1876.